# 老虎城購物中心

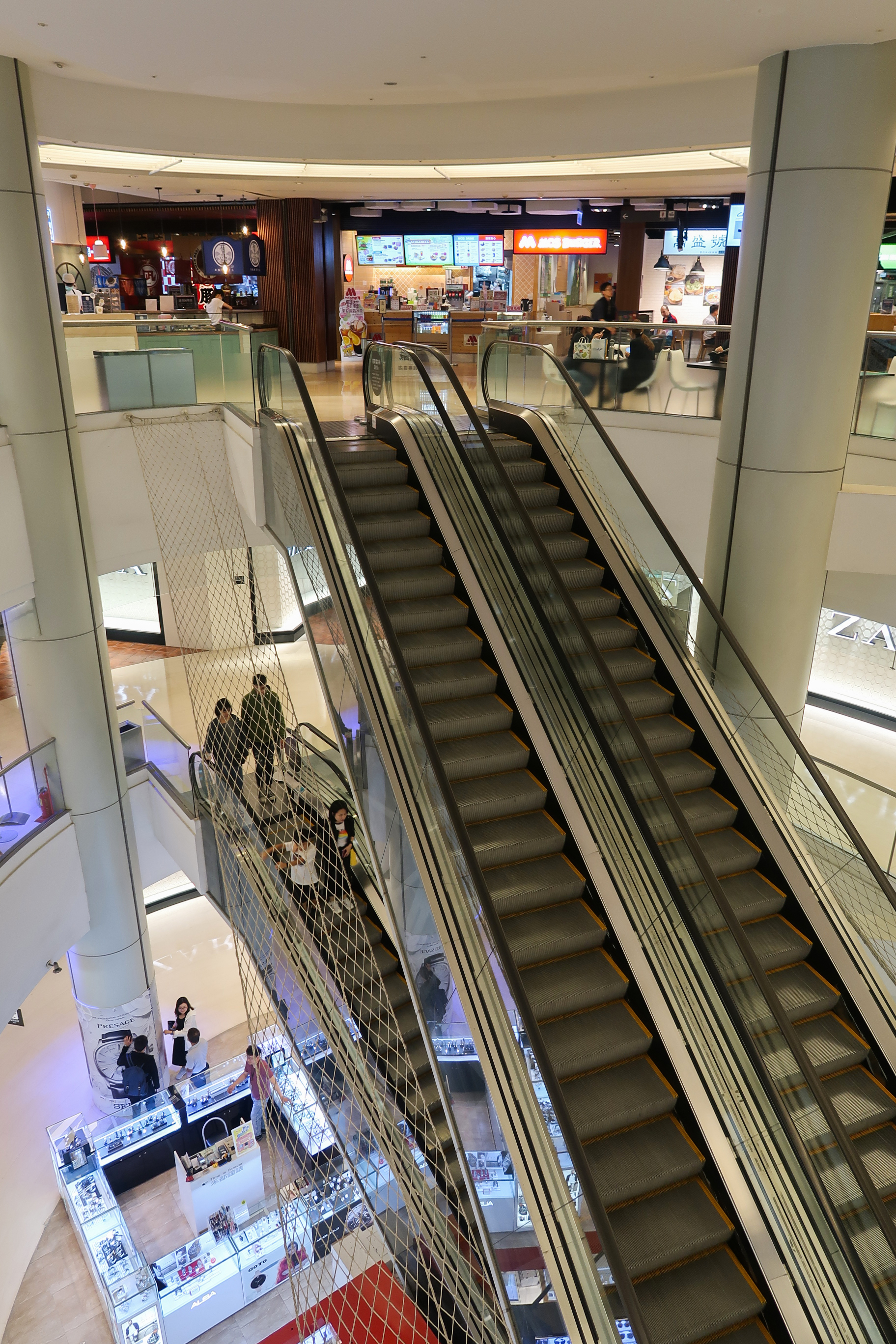
老虎城中庭

老虎城購物中心（Tiger City）是一間位於臺灣臺中市西屯區的都會型購物中心，規模屬於中型購物中心（營業面積約8,200坪），由日本建築師倉持光男負責整體空間、景觀的規劃與設計。老虎城購物中心於2002年1月開業，商場主力核心店有威秀影城、ZARA、Massimo Dutti、唐吉軻德、玩具反斗城、SEGA及各式主題餐廳。2023年營業額為28.1億元。

## 歷史

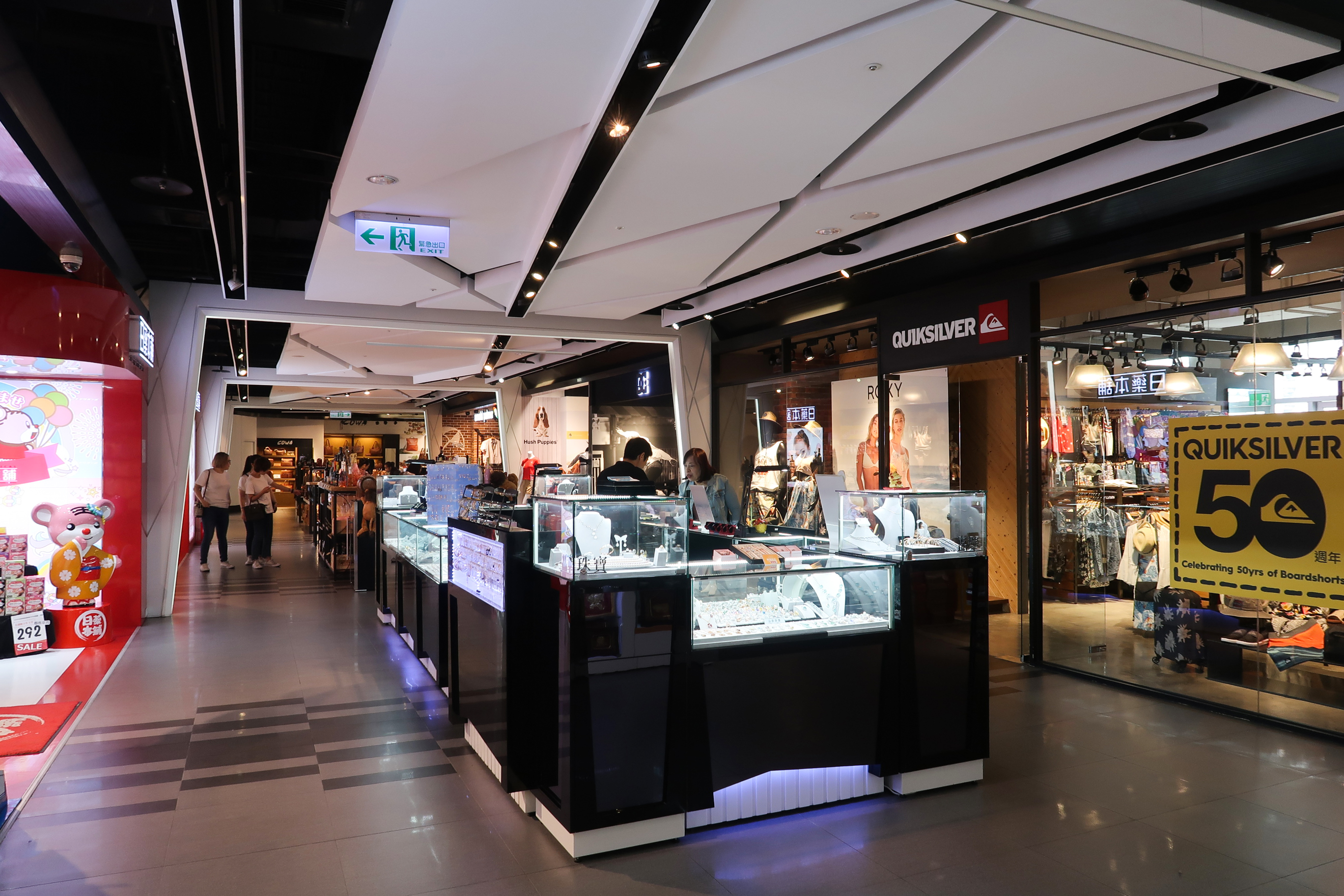
老虎城3樓櫃位

- 2002年1月，斥資新臺幣35億元興建的老虎城購物中心正式啟用。
- 2006年，老虎城計畫在本館旁斥資新臺幣26億元打造一座「摩天娛樂城」，其中5億元用來打造高105公尺的摩天輪，其餘21億元則興建3000坪的購物商場，原預計2008年完工[2]。後來擴店計畫取消，老虎城二期用地改由其他建商興建商辦大樓[3]。
- 2009年2月14日，老虎城前廣場啟用台灣首座自行車機械停車塔[4]（現已拆除內部停車設備，改為街邊專門店）。
- 2012年9月6日，ZARA臺中旗艦店開業，因應鄰近新光三越百貨臺中中港店與臺中大遠百的競爭，轉型為時尚與餐飲定位的休閒購物中心[5][6]。
- 2023年11月9日，唐吉訶德在地下一樓開業。[7][8]

## 樓層介紹
| 樓層   | 名稱            |
| ------ | --------------- |
| 4F～7F | 威秀影城        |
| 3F     | 戶外運動        |
| 2F     | 時尚設計        |
| 1F     | 國際名品        |
| B1     | 親子生活        |
| B2     | 主題娛樂 停車場 |
| B3     | 停車場          |

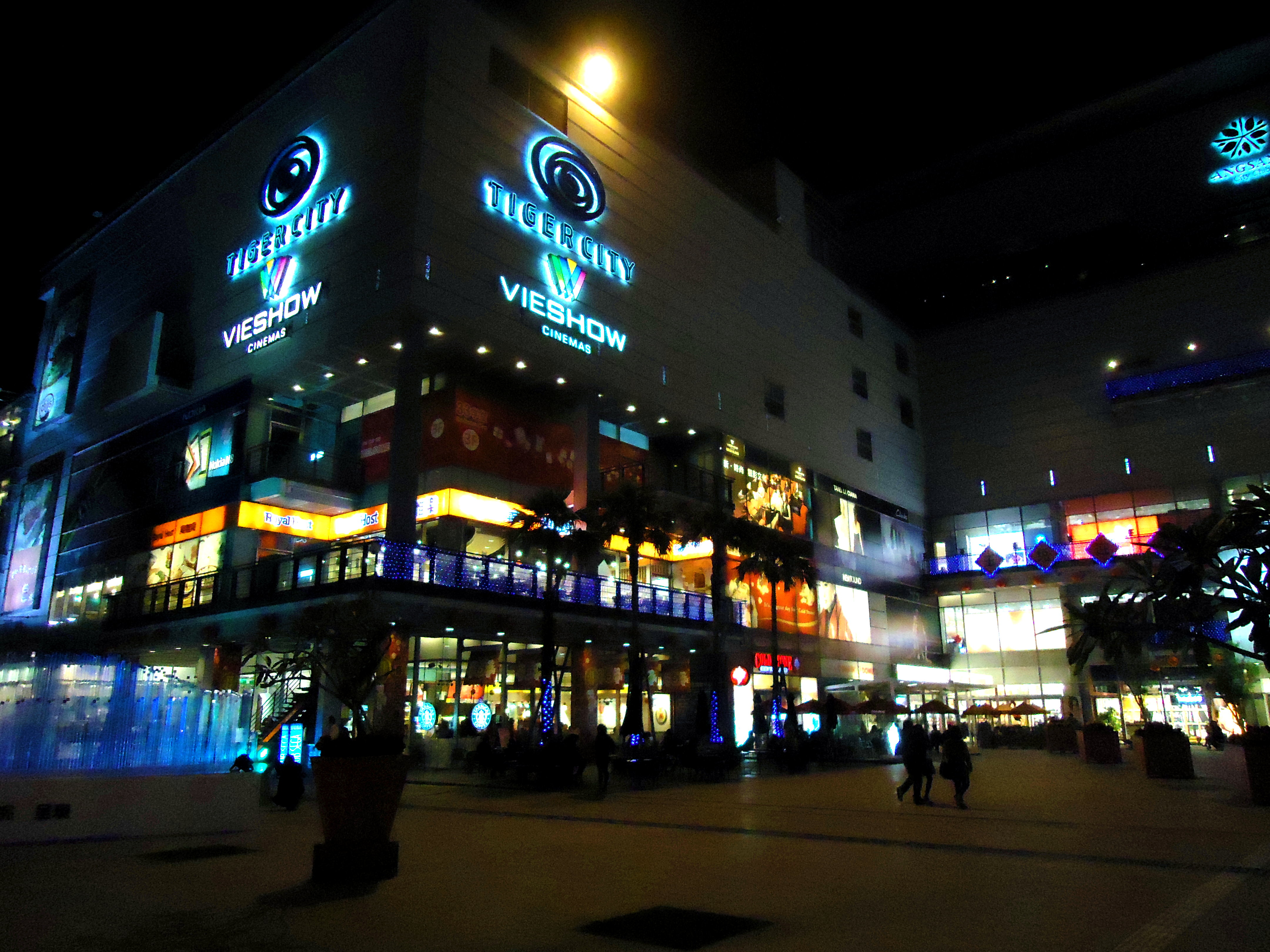
Tiger CITY 夜景
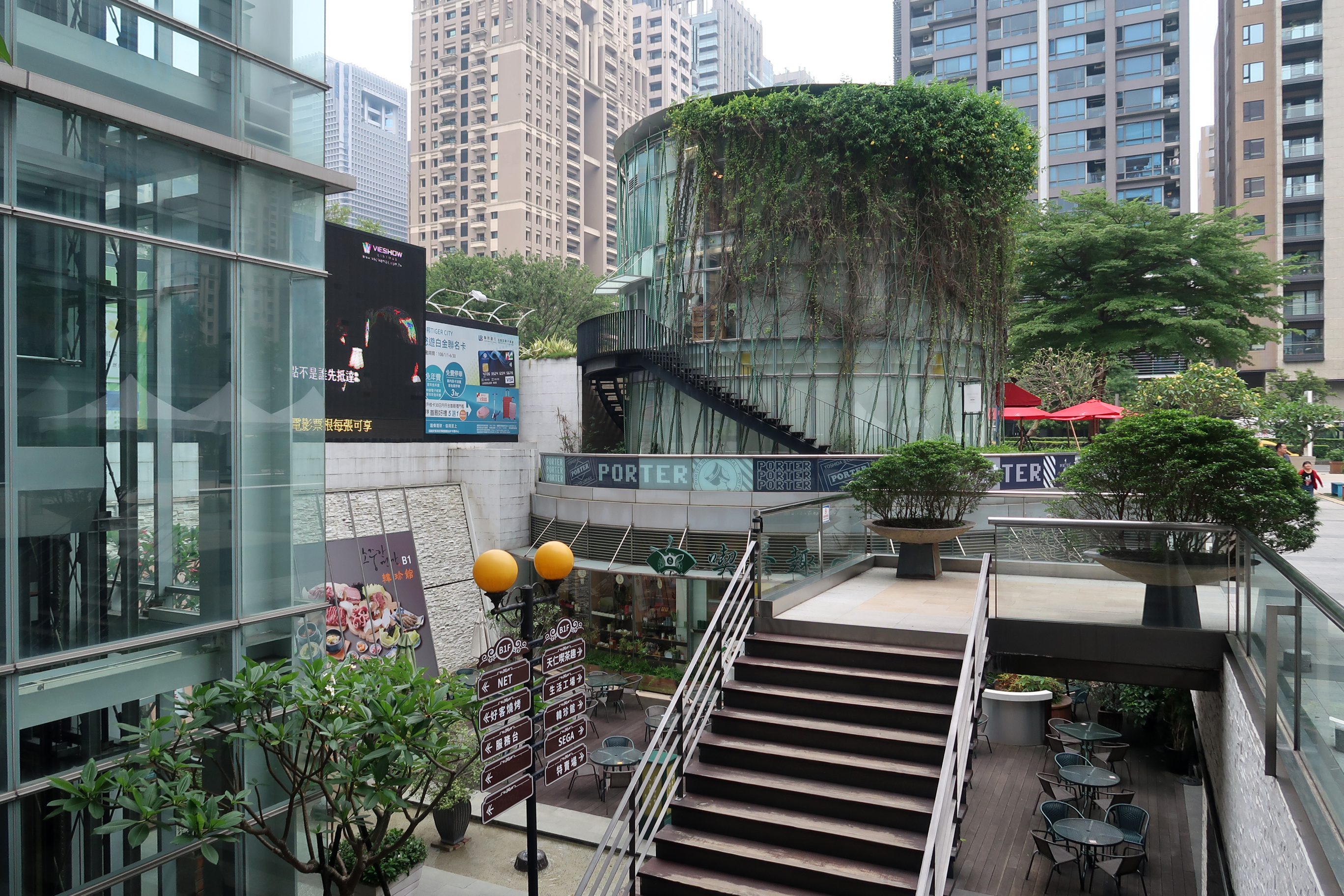
下沉廣場
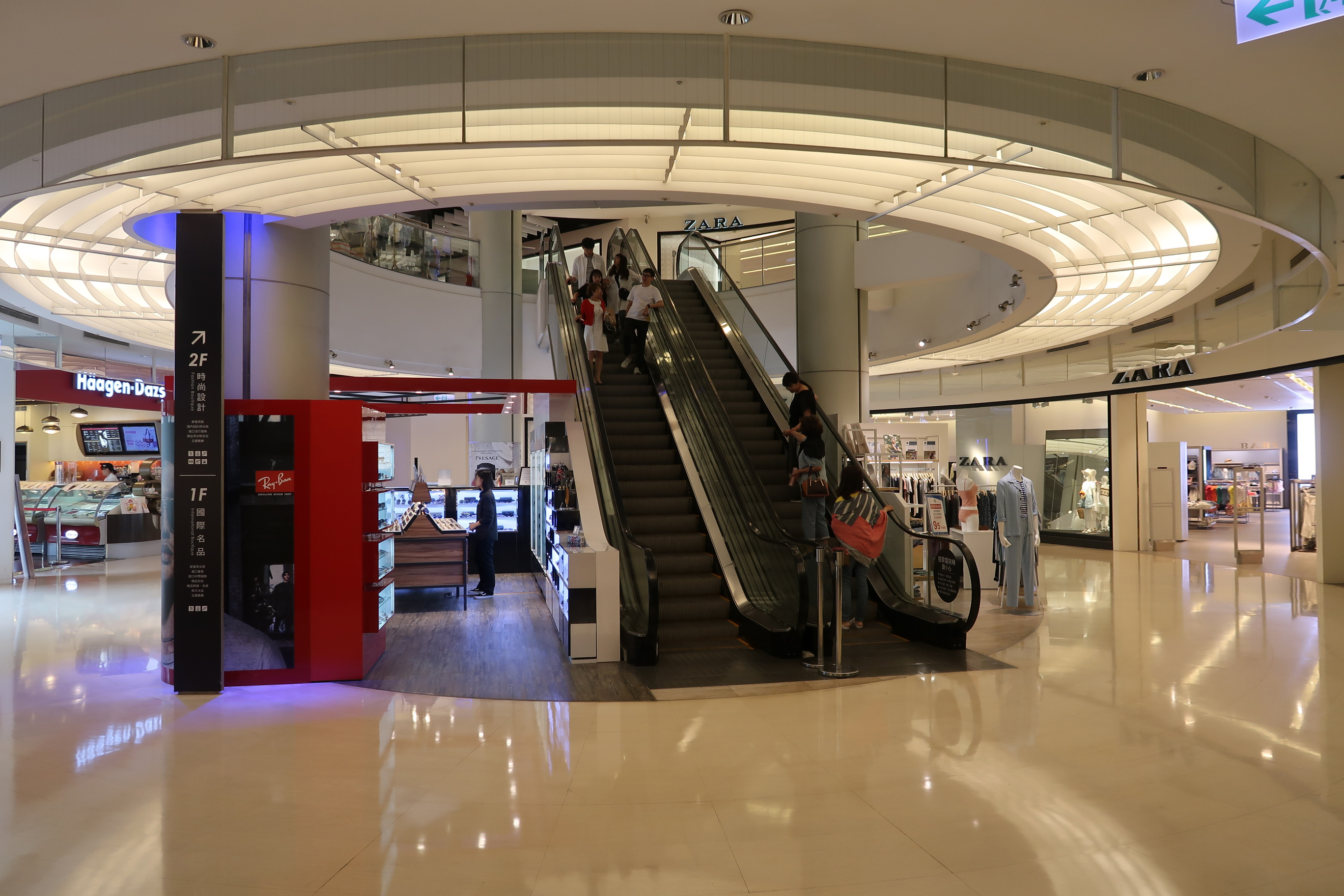
1F商店
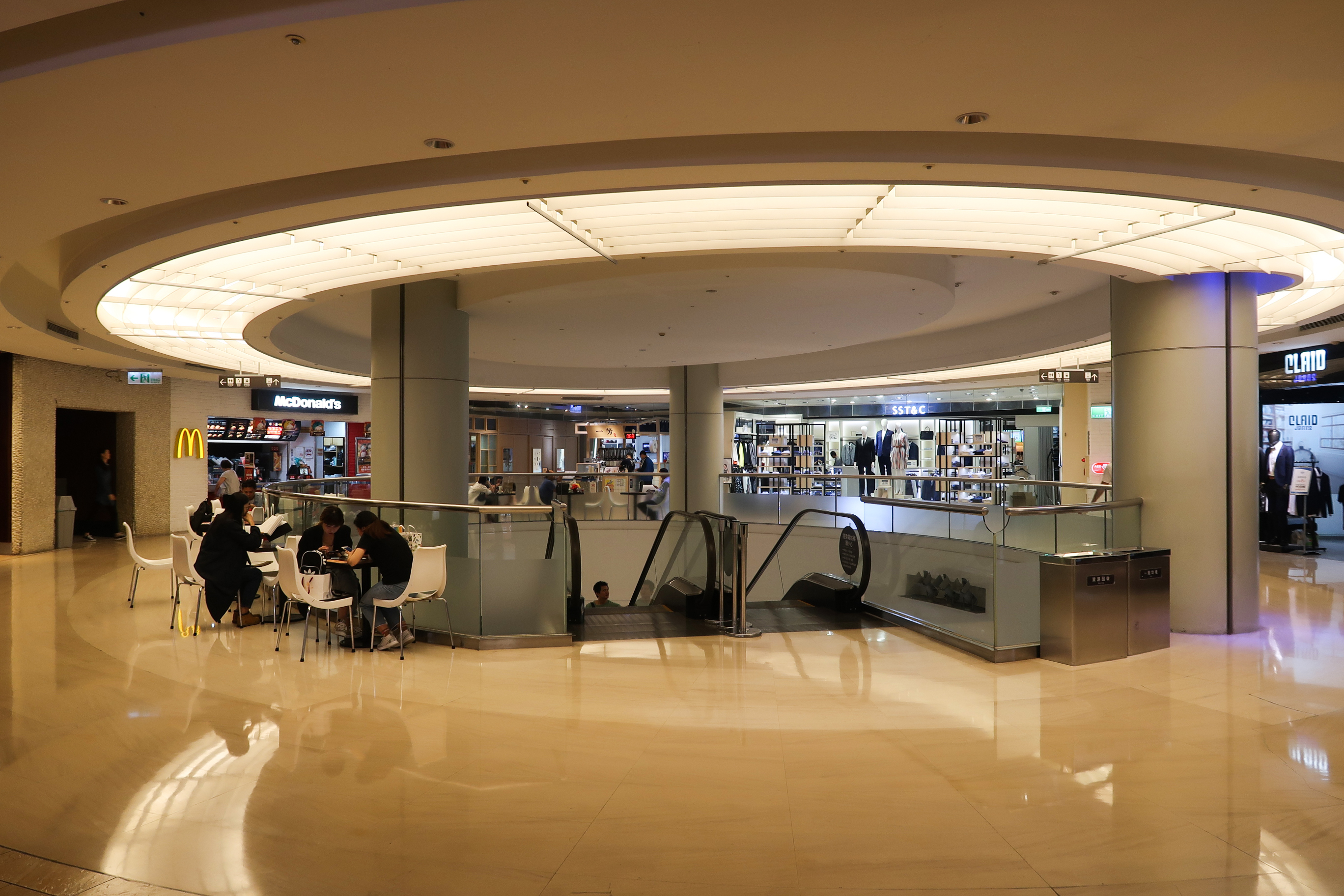
3F商店
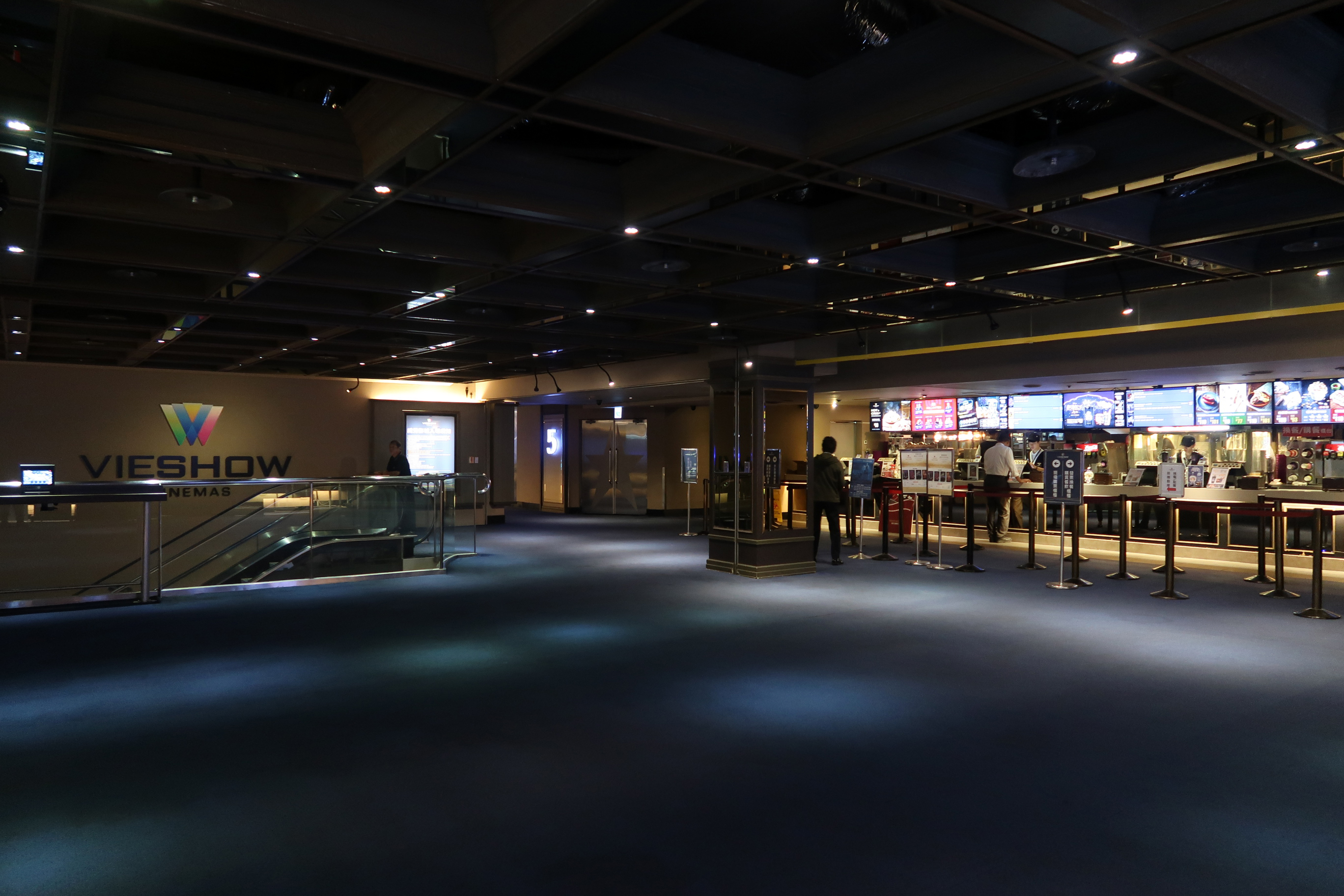
4F威秀影城

## 內部商店
- 野獸國 (BeastKingdom)
- 威秀影城
- 麥當勞
- 燒肉風間
- FRANK Taichung
- 凪Nagi豚骨拉麵
- Zara
- Massimo Dutti
- 天仁喫茶趣
- SEGA
- 貝兒絲樂園
- 好客燒烤
- 圓砌鴛鴦升降鍋物
- 玩具反斗城
- Timberland
- 1893 Ritual
- Häagen-Dazs
- SOLOMAX
- Y.P.I. STORE
- 6IXTY8IGHT
- CoCoBar
- VOUX
- 溫慶珠
- FRENCH CONNECTION
- GUESS
- Life8
- 風光Ai窗
- FOND訪 韓國傳統豆腐鍋
- Chili's
- 唐吉軻德

## 營業時間
- 週日至週四 11:00~22:00
- 週五至週六及國定假日前一天11:00~23:00

特殊營業時間除外  

## 周邊
- 臺中國家歌劇院
- 秋紅谷公園
- 台中林酒店
- 黎明新村（行政院中部聯合服務中心）
- 臺中市西屯區公所

## 外部連結
- 老虎城購物中心 （页面存档备份，存于） （中文）
- 老虎城購物中心的Facebook專頁
- 台灣公司資料 （页面存档备份，存于）

24°9′51.52″N 120°38′18.07″E / 24.1643111°N 120.6383528°E